# Enedena punctilinea
Enedena punctilinea là một loài bướm đêm trong họ Noctuidae.